# اس‌ام یو-۴۱ (آلمان)
اس‌ام یو-۴۱ (آلمان) (به انگلیسی: SM U-41 (Germany)) یک زیردریایی بود که طول آن ۶۴٫۷۰ متر (۲۱۲٫۳ فوت) بود. این زیردریایی در سال ۱۹۱۴ ساخته شد.